# Spirit - Hingsten fra Cimarron
Spirit – Hingsten fra Cimarron (eng: Spirit: Stallion of the Cimarron) er en animationsfilm fra 2002, udgivet af DreamWorks Pictures, som følger en ung hingst på hans farefulde rejse igennem Oklahoma.

## Handling
Filmen starter med at man ser en ørn svæve hen over hesteracen mustangernes hjemland, før den flyver hen over selve flokken, imens Spirits stemme fortæller om sit liv. I den efterfølgende scene ses en cremehvid mustang føde sit føl, hovedpersonen Spirit. Man ser i de efterfølgende klip, hvordan Spirit vokser og bliver større, indtil han til sidst er blevet til hingst, og har overtaget sin fars plads som lede af Cimarron-flokken.
En nat opdager Spirit et bål i skoven tæt ved, og han beslutter sig for at kigge nærmere på det. Han bliver nu mødt af et par bundne heste, der signalerer at han burde flygte, men han vælger at snige sig hen og studere de sovende mennesker, der ligger omkring det glødende bål. Pludselig vågner menneskene og efter en lang jagt, bliver Spirit til sidst fanget og slæbt med til U.S. Armys kavalri midt ude i ødemarken. Under tiden i filmen, er hæren i krig med indianerne og er ved at overtage det kommende vestlige af USA. Her møder Spirit "Obersten", som forlanger mustangen tæmmet. Spirit formår dog at overliste alle dem, der forsøger, så obersten til sidst beordrer Spirit bundet til en pæl i 3 dage uden vand og mad. Under denne tid bringes Lakota-indianeren Little Creek ind på fortet og holdt som fange, på samme måde som Spirit, bundet til en pæl og uden mad og vand. Igennem nætterne og dagene begynder der udvikler sig et svagt venskab mellem dem. På tredjedagen beslutter obersten at forsøge at tæmme den udmattede og svage Spirit, som til at starte med kæmper imod, men giver til sidst op og lader obersten føre ham rundt i folden, imens obersten pralende fortæller, at denne situation er en metafor på, hvordan alting kan overvindes, inklusiv det sydlige USA, ved bruge den tilsyneladende ukontrollerbare Spirit som eksempel. Imens han gør det, ser Spirit ud til synes nok er nok, og overrasker den uforberedte oberst ved at hive tøjlerne ud af hænderne på ham, og smide obersten af, til stor glæde for andre tilfangetagende heste.
Obersten, der nu er ydmyget og rasender, griber den nærmeste pistol og skal lige til at skyde Spirit, da Little Creek, som har fået smidt en kniv ind til sig om natten af sine venner udenfor fortet, har fået skåret sig selv fri. Efter en jagt rundt på fortet, lykkedes det Spirit, Little Creek og adskillige andre tilfangetagende heste at flygte. Udenfor fortet mødes Little Creek og Spirit af Little Creeks hoppe, Rain, sammen med nogle andre af Little Creeks venner, som igen smider reb om Spirits hals.
Hjemme i indianerlejren forsøger Little Creek nu at tæmme Spirit, uden større held og giver for en kort periode op. I mellemtiden ser Spirit, hvordan Rain og Little Creek leger sammen og han undrer sig meget over denne hoppes mærkelige opførsel. Little Creek, der har lagt mærke til Spirits øje til Rain, får nu den idé at binde de to sammen, så Rain kan lære Spirit at være hest i en indianerlejr. Spirit og Rain følges den efterfølgende tid rundt sammen, alt imens Spirit vænner sig en smule til det nye liv – dog vil han stadig ikke lade Little Creek ride på ham. Til sidst giver Little Creek op og beslutter sig for at lade Spirit gå. Spirit løber op til Rain for at få hende med, men inden de når væk, ser de, hvordan obersten og nogle af hans mænd kommer ridende mod indianerlejren.
Spirit og Rain løber nu til lejren, hvorefter Rain og Little Creek forsøger at overrumple obersten. Obersten skal netop til at skyde Little Creek, da Spirit bryder ind og obersten rammer Rain i stedet. Både Little Creek og Rain falder ned i floden og Spirit hopper i efter hende. De falder snart ud over et vandfald, hvorefter Spirit redder hende op på flodbredden. Den sårede Rain og Spirit ligger nu på flodbredden, da nogle folk kommer forbi og slæber Spirit med. Spirit bliver nu sendt med tog og kørt til en byggeplads, hvor de er ved at anlægge en jernbane. Spirit og mange andre heste skal nu trække et lokomotiv op igennem bjergene, men da det går op for Spirit at jernbanen har kurs mod hans hjemland, ved han at han må stoppe dem. Han lader derfor som om at han falder om af anstrengelse, og da et muldyr bliver bundet fast til ham, og begynder at trække ham væk, springer han op og ødelægger spændet, der holder de andre trækheste fast til lokomotivet, og lokomotivet begynder at glide ned af bakken igen. Spirit flygter nu, kun med en metalkæde om halsen, væk fra det faldende lokomotiv, og da han sidder fast i en væltet træstamme, kommer Little Creek og befrier ham, og sammen falder de i floden.
Da Spirit vågner op igen, er det på en frodig flodbred sammen med Little Creek. De to leger kort sammen, før obersten og nogle soldater dukker op. Little Creek råber at Spirit skal flygte, men da han selv bliver skudt i benet, vender Spirit om og tvinger Little Creek op på sin ryg. De bliver nu jagtet af obersten op på toppen af et bjerg, hvor den eneste udvej er over en flere meter bred kløft over på fastland. Det lykkedes for Spirit og Little Creek at springe over, men obersten og hans mænd vover ikke at følge efter. Obersten stopper en af mændene i at skyde dem, og nikker derefter af respekt til Spirit, før de forsvinder.
Nu går turen tilbage til Little Creeks lejr, hvor Rain venter på dem. De genforenes og det er her Little Creek dåber Spirit: Spirit-Du-Som-Ikke-Lod-Dig-Tæmme, hvorefter han lader begge heste gå. De to rider nu tilbage til Spirits flok, hvor han bliver genforenet med sin flok.

## Skuespillere
| Rolle        | Dansk indtaling      | Engelsk indtaling |
| ------------ | -------------------- | ----------------- |
| Spirit       | Anders W. Berthelsen | Matt Damon        |
| Obersten     | Kristian Boland      | James Cromwell    |
| Little Creek | Thure Lindhardt      | Daniel Studi      |

## Produktion
Spirit – Hingsten fra Cimarron blev lavet over en firårig periode, hvor man bevidst brugte en blanding af traditionel håndtegning og computeranimtion, en teknik som filmskaberne kaldte "tradigital animation." DreamWorks ledte efter en hest som kunne være model til Spirit og efter at have fundet den, bragte de den til animationsstudiet i Glendale, California, hvor animatørerne havde mulighed for at studere den. Angående lyden i filmen, brugte man rigtige heste til at optage de mange hestes karakteristiske hovslag, når de kommer løbende, men også rent vokalmæssig. Ingen af dyrekaraktererne i filmen snakker dansk ud over den lejlighedsvise fortælling af hovedpersonen (stemme af Anders W. Berthelsen). Mange af animatorerne, der arbejdede på Spirit har også arbejdet med Shrek 2 og man kan se deres indflydelse på hestene i den film, som fx Prins Charmings hest fra åbningsscene og Æsels hestelignende kropsform. Der bliver også lavet en reference til filmen i Disney-tegnefilmen De Frygtløse: The Muuhvie, hvor en figur kalder Buck Hingsten fra Cim-moron.
Forfatter John Fusco, som er bedst kendt for sit arbejde i western og indfødte amerikanske-genre, blev også ansat til lave et originalt filmmanuskript, baseret på en idé fra Jeffrey Katzenberg. Fusco begyndte at skrive og skrev et udkast til en roman til filmstudiet, hvorefter hans arbejde blev lavet om til et filmmanuskript. Han forblev på projektet som hovedskriver over den firårige periode, og arbejdede tæt sammen med Katzenberg, instruktørerne og tegnerne.
Skaberne af filmen tog også en tur til det vestlige USA for at finde steder, de kunne bruge som inspiration til lokaliteter i filmen. Mustangernes og Lakotaernes hjemland har inspiration fra Glacier National Park, Yellowstone National Park, Yosemite National Park og Grand Teton bjergområde. Kavalri-fortet skal forestille at være anlagt på Monument Valley. Bjergkløften som ses i starten af filmen er fra Bryce Canyon og Grand Canyon.

## Modtagelse
Filmen modtog mest positive anmeldelser og baseret på 126 anmeldelser indsamlet af Rotten Tomatoes fik Spirit – Hingsten af Cimarron en "frisk"-hed på 69% med en gennemsnitlig vurdering på 6.4 point ud af 10. Topanmelderen Roger Ebert skrev i hans anmeldelse af filmen: "Med en let overskuelig komisk film, der understøtter karaktererne og søde biroller, fremstår Spirit mere ren og direkte end mange af historierne, vi ser i animation – en fabel, jeg forventer, mange unge seere stærkt vil kunne identificere sig med."
Filmen blev på Cannes Film Festival i 2002, dog uden at være med i konkurrencen.
Rain modtog en æresregistreringscertifikat fra American Paint Horse Association (APHA), som har registreret mere end 670.000 amerikansktegnede heste til dato. Hun var den første animerede hest til at blive registreret af denne organisation.

## Billetindtægter
Da filmen havde premiere den 27. maj 2002, indtjente den omkring 92 millioner kroner fra fredag til søndag, og yderligere 120 millioner kroner den efterfølgende firedagsweekend, med en gennemsnitlig indtjening på 36.000 kroner fra hver af de 3.317 biografer, som viste filmen. Filmen røg direkte ind på en fjerdeplads, efter Star Wars Episode II: Attack of the Clones, Spider-Man og Insomnia. I dens anden visningsweekend faldt indtjeningen med 36 procent, da den kun indtjente 58 millioner kroner, svarende til et gennemsnit på 17.000 kroner fra nu 3.362 biografer, der viste den. Filmen endte på en femplads denne uge.
Visningen af filmen stoppede den 12. september 2002, efter den havde indtjent 378 millioner kroner i USA og yderligere 254 millioner kroner i resten af verden, hvilket giver en samlet indtjening på 632 millioner kroner. Med et budget på 412 millioner kroner levede filmen ikke helt op til forventningerne i USA og Canada, men den blev generelt set en verdenssucces.

## Priser
Academy Awards
| Resultat  | Pris                  | Vinder/nomineret modtager(e) |
| --------- | --------------------- | ---------------------------- |
| Nomineret | Best Animated Feature | Jeffrey Katzenberg           |

Annie Awards
| Result    | Award                                       | Winner/Nominee Recipient(s)                  |
| --------- | ------------------------------------------- | -------------------------------------------- |
| Nomineret | Animated Theatrical Feature                 |                                              |
| Vandt     | Individual Achievement in Storyboarding     | Ronnie Del Carmen (Story Supervisor)         |
| Nomineret | Individual Achievement in Storyboarding     | Larry Leker (Story Artist)                   |
| Nomineret | Individual Achievement in Storyboarding     | Simon Wells (Story Artist)                   |
| Vandt     | Individual Achievement in Production Design | Luc Desmarchelier (Art Director)             |
| Vandt     | Individual Achievement in Character Design  | Carlos Grangel (Character Design Supervisor) |
| Vandt     | Individual Achievement in Effects Animation | Yancy Landquist (3D Effects Animator)        |
| Nomineret | Individual Achievement in Effects Animation | Jamie Lloyd (3D Effects Animator)            |

Se den fulde liste over priser på here.

## Eksterne links
- Official Website
- Running Free – Fansite
- Spirit - Hingsten fra Cimarron på Internet Movie Database (engelsk)
- Spirit - Hingsten fra Cimarron på Filmdatabasen
- Spirit - Hingsten fra Cimarron på danskefilm.dk
- Spirit - Hingsten fra Cimarron på Scope
- Spirit - Hingsten fra Cimarron i Svensk Filmdatabas (svensk)
- Spirit - Hingsten fra Cimarron på AlloCiné (fransk)
- Spirit - Hingsten fra Cimarron på MovieMeter (nederlandsk)
- Spirit - Hingsten fra Cimarron på AllMovie (engelsk)
- Spirit - Hingsten fra Cimarron hos American Film Institute (engelsk)
- Spirit - Hingsten fra Cimarron på Turner Classic Movies (engelsk)
- Spirit - Hingsten fra Cimarron på The Movie Database (engelsk)
- Spirit - Hingsten fra Cimarron på Rotten Tomatoes (engelsk)